# Horacio Gianello
Horacio Jorge Alberto "Droopy" Gianello (El Palomar, Gran Buenos Aires; 1952-Buenos Aires; 29 de junio de 2021) fue un músico argentino, baterista de la banda Arco Iris. Dedicado a la enseñanza musical, publicó varios libros.

## Biografía
Horacio 'Droopy' Gianello integró, a partir de 1971, la legendaria banda Arco Iris, una de las iniciadoras del rock nacional argentino, junto a Gustavo Santaolalla, Ara Tokatlian y Guillermo Bordarampé. En 1975, simultáneamente con Gustavo Santaolalla, se alejó de la banda por su disconformidad con las normas de vida de la comunidad liderada por Danais Winnycka (Dana); sobre todo en lo referente al ascetismo.
Luego de Arco Iris, integró junto a Gustavo Santaolalla la banda Soluna, hasta que este último emigró hacia los Estados Unidos en 1977. Desde entonces se dedicó a la enseñanza musical y a la producción. Trabajando en los estudios Avatar, apadrinó a la banda de rock experimental que llevaba el mismo nombre del estudio, y que era liderada por el ex Sui Generis Carlos Piegari. Gianello fue director musical y arreglista de Avatar y en 1982 produjo su único LP Mejor es Hoy.
Publicó varios libros, como Nueva proyección rítmica aplicada al rock, Tsunamis, Riff y Método de batería iniciados, dedicados en gran medida a la rítmica latinoamericana. En marzo de 2021 había editado su último libro, Groovin', con DVD de Hernán Bruno.

## Curiosidades
El humorista Diego Capusotto fue alumno de Gianello a principios de los 80s. También lo fueron, Adrian Cenci V8´´Logos, a comienzos de la década de 1970, el multinstrumentista y compositor Guillermo Cazenave y Francisco 'Paco' Prati, baterista de Sui Generis en sus dos primeros álbumes.

## Trayectoria
- 1971–1975: Arco Iris
- 1976–1977: Soluna
- 1978–1984: Avatar

## Discografía
Con Arco Iris
- Tiempo de resurrección (1972)
- Sudamérica o el regreso a la aurora (1972)
- Inti Raymi (1973)
- Agitor Lucens V (1975)

Con León Gieco
- León Gieco (1973)

Con Soluna
- Energía Natural (1977)

Con Avatar
- Mejor es hoy (1982)

## Libros de enseñanza musical
- Nueva proyección rítmica aplicada al rock (1975)
- Tsunamis (1978)
- Riff (1980)
- Rim Shot (1984)
- Método práctico de lectura musical para el tambor
- Método de batería iniciados
- Groovin', con DVD de Hernán Bruno con sus composiciones.